# Régis Debray
Jules Régis Debray (Parigi, 2 settembre 1940) è uno scrittore, filosofo e funzionario francese.

## Biografia

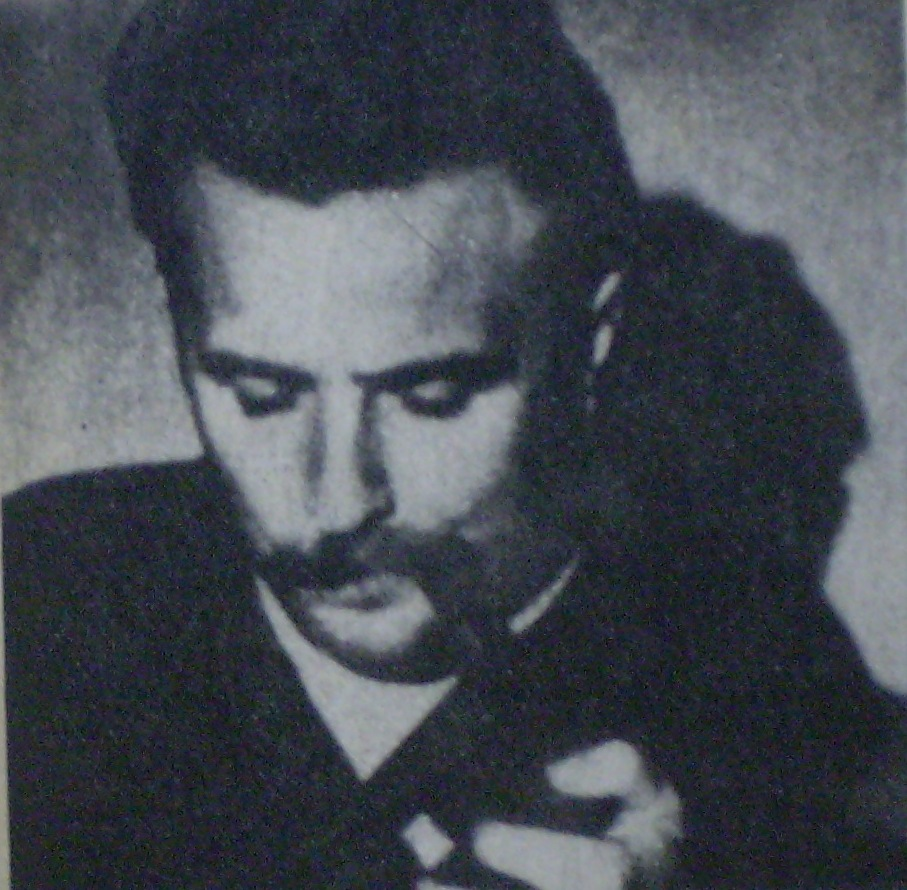
Debray negli anni '60

Attivo politicamente negli anni 1960 al fianco di Che Guevara, fu imprigionato e torturato più volte in Sud America, anche durante l'ultima avventura boliviana del guerrigliero argentino. Successivamente è diventato un autore prolifico, distinguendosi nel campo delle scienze dell'informazione come fondatore della mediologia e della rivista MédiuM. Nel 2002 ha fondato l'Institut d'étude des religions et de la laïcité, un istituto universitario pubblico per l'insegnamento dei fenomeni religiosi nella scuola laica. È stato membro dell'Académie Goncourt dal 2011 al 2015. Ha abbandonato l'ideologia comunista dopo gli anni '80, diventando un conservatore gollista.

## Opere (parziale)
- La gringa, (La neige brûle, Grasset 1977), traduzione di Tilde Riva, Milano: Bompiani, 1978.
- Lo Stato seduttore, 1993.
- Vita e morte dell'immagine. Una storia dello sguardo in Occidente (Vie et mort de l'image: une histoire du regard en occident, Gallimard, 1992), traduzione di  Andrea Pinotti, Milano: Il castoro, 1998.

## Premi
Nel 1977 ha vinto il Prix Femina con La neige brûle.